# 世宗学堂
世宗学堂 （韩语：／ Sejong Hakdang），全称世宗学堂财团（韩语：／），是由韩国政府于2007年开始在全球范围设立的韩语教育机构。该名称来源于韩国历史上发明韩语字母的世宗大王。截至2021年，世宗学堂已经在世界上的82个国家建立了234座世宗学堂 。